# Leitmotif
 For alternative betydninger, se Ledemotiv. (Se også artikler, som begynder med Ledemotiv)
|  | Denne artikel er oprettet af botten PalnaBot ud fra en ekstern database. Den kan derfor have sproglige fejl eller mangler. Denne skabelon kan fjernes efter kontrol af indholdet. |

Leitmotif er en børnefilm instrueret af Jeanette Nørgaard, Mette Ilene Holmriis, Marie Jørgensen, Marie Thorhauge efter manuskript af Jeanette Nørgaard.

## Handling
Samspil mellem en komponist og hans kat.